# Ángel Mullera
 (juillet 2013).
Ángel Mullera Rodríguez, né le 20 avril 1984 à Lloret de Mar, est un athlète espagnol spécialiste du 3 000 m steeple.

## Biographie
Son meilleur temps est de 8 min 13 s 71 obtenu en 2012. Peu avant leur ouverture, il est retiré de l'équipe espagnole des Jeux olympiques de Londres en raison de dopage mais le Tribunal arbitral du sport invalide la décision de la fédération espagnole et la contraint à l'inscrire. En 2013, son record de la saison est de 8 min 23 s 30.
Il se qualifie pour la finale du 3 000 m st lors des Championnats du monde 2013 à Moscou en 8 min 19 s 26, meilleur temps de la saison.
Lors des Championnats d'Europe de Zurich en 2014, il finit 4e lors de la course du 3 000 mètres steeple. La fédération espagnole va alors faire une réclamation pour disqualifier le Français Mahiedine Mekhissi arrivé premier mais ayant retiré son maillot dans les derniers 100 mètres , lui permettant ainsi d'accéder au podium. Lors de la remise des médailles, Yoann Kowal (France - 1er) fait le choix de descendre sur la seconde marche du podium, occupée par Krystian Zalewski (Pologne - 2e), décidant ainsi d'ignorer Angel Mullera qui reste isolé et est sifflé par le public suisse.
Il est suspendu pour deux ans le 28 décembre 2015 par le Conseil des sports espagnol pour dopage.